# Макијалунга (Терни)
Макијалунга је насеље у Италији у округу Терни, региону Умбрија.
Према процени из 2011. у насељу је живело 26 становника. Насеље се налази на надморској висини од 485 м.